# Campionati del mondo di ciclismo su strada 2021 - Gara in linea femminile Elite
La gara in linea femminile Elite dei Campionati del mondo di ciclismo su strada 2021 si è svolta il 25 settembre 2021 su un percorso di 157,7 km, con partenza da Anversa e arrivo a Lovanio nelle Fiandre in Belgio. La vittoria fu appannaggio dell'italiana Elisa Balsamo, la quale completò il percorso in 3h52'27", precedendo la neerlandese Marianne Vos e la polacca Katarzyna Niewiadoma.

## Squadre e corridori partecipanti
Il numero di partecipanti per paese è determinato da criteri stabiliti dall'Unione Ciclistica Internazionale (UCI), che tiene conto del ranking mondiale UCI per paese del 17 agosto 2021.
| N.           | Cod. | Squadra               |
| ------------ | ---- | --------------------- |
| 1-8          | NLD  | Paesi Bassi           |
| 9-15         | ITA  | Italia                |
| 16-22        | DNK  | Danimarca             |
| 23-29        | DEU  | Germania              |
| 30-35        | CHE  | Svizzera              |
| 36-41        | USA  | Stati Uniti           |
| 42-48        | AUS  | Australia             |
| 49-54        | BEL  | Belgio                |
| 55-60        | ZAF  | Sudafrica             |
| 61-66        | POL  | Polonia               |
| 67-72        | FRA  | Francia               |
| 73-78        | GBR  | Gran Bretagna         |
| 79-84        | ESP  | Spagna                |
| 85-90        | NOR  | Norvegia              |
| 91-94        | SLO  | Slovenia              |
| 95-98        | NZL  | Nuova Zelanda         |
| 99-102       | AUT  | Austria               |
| 103-106, 176 | SWE  | Svezia                |
| 107-109      | CAN  | Canada                |
| 110          | RUS  | Fed. Ciclistica Russa |
| 111-115      | COL  | Colombia              |
| 116-117      | LUX  | Lussemburgo           |
| 118-119      | LTU  | Lituania              |
| 120-122      | UKR  | Ucraina               |

| N.      | Cod. | Squadra           |
| ------- | ---- | ----------------- |
| 123-124 | CHI  | Cile              |
| 125     | CUB  | Cuba              |
| 127-129 | THA  | Thailandia        |
| 130     | HUN  | Ungheria          |
| 131-132 | BLR  | Bielorussia       |
| 133     | MEX  | Messico           |
| 134     | CZE  | Rep. Ceca         |
| 135-136 | ISR  | Israele           |
| 137-139 | UZB  | Uzbekistan        |
| 140-141 | LVA  | Lettonia          |
| 143     | SVK  | Slovacchia        |
| 144     | EST  | Estonia           |
| 145     | IRL  | Irlanda           |
| 146-147 | RWA  | Ruanda            |
| 148-150 | ISL  | Islanda           |
| 151     | SRB  | Serbia            |
| 155-156 | PRT  | Portogallo        |
| 160     | TTO  | Trinidad e Tobago |
| 161     | BRA  | Brasile           |
| 163-165 | ERI  | Eritrea           |
| 166     | AZE  | Azerbaigian       |
| 167     | JPN  | Giappone          |
| 172     | PRY  | Paraguay          |
| 174-175 | ARG  | Argentina         |

## Ordine d'arrivo (Top 10)
| Pos. | Corridore             | Squadra     | Tempo     |
| ---- | --------------------- | ----------- | --------- |
| 1    | Elisa Balsamo         | Italia      | 3h 52'57" |
| 2    | Marianne Vos          | Paesi Bassi | s.t.      |
| 3    | Katarzyna Niewiadoma  | Polonia     | a 1"      |
| 4    | Kata Blanka Vas       | Ungheria    | s.t.      |
| 5    | Arlenis Sierra        | Cuba        | s.t.      |
| 6    | Alison Jackson        | Canada      | s.t.      |
| 7    | Demi Vollering        | Paesi Bassi | s.t.      |
| 8    | Cecilie Uttrup Ludwig | Danimarca   | s.t.      |
| 9    | Lisa Brennauer        | Germania    | s.t.      |
| 10   | Coryn Rivera          | Stati Uniti | s.t.      |